# Рейд на Кансо
Рейд на Кансо — военное нападение американского Континентального флота под командованием Джона Пола Джонса на Кансо и близлежащие рыбацкие деревни во время американской войны за независимость, длившееся с 22 сентября по 22 ноября 1776 года.

## Рейд
Кансо подверглось атаке USS Providence, возглавляемого капитаном Джонсом, 22 сентября 1776 года. В результате атаки было повреждено пятнадцать судов и многочисленное имущество на суше. В Кансо капитан Джонс набрал людей, чтобы заполнить вакансии, образовавшиеся в результате укомплектования его призов, сжег британскую рыболовную шхуну, потопил вторую и захватил третью, помимо шхуны, которую он использовал в качестве тендера.
Затем американцами была разграблена община Пти-де-Грат и Аришат на острове Мадам, Новая Шотландия. Девять кораблей (300 человек) немедленно сдались. Вечером 25 сентября шторм выбросил три приза на берег, уничтожив их. Рыболовное дело местного предпринимателя Джона Робина было уничтожено и разграблено, из-за чего до конца войны он не смог его восстановить, а после отплыл в Бостон.
Через месяц 22 ноября Джон Пол вернулся в Кансо на USS Alfred. Его команда, высадившаяся на берег, сожгла транспорт с провизией, склад китового жира, а также захватила небольшую шхуну .
Затем капитан Джонс отправился в современный Сидней, Новая Шотландия, чтобы освободить 300 американцев, заключенных в британских угольных шахтах.

## Последствия
В 1779 году американские каперы снова уничтожили рыболовные промыслы Кансо, приносившие Англии 50 000 долларов в год.
Вплоть до завершения войны порты Новой Шотландии находились под угрозой нападения американских каперов. Например, после неудачной попытки совершить набег на Честер, Новая Шотландия, американские каперы снова нанесли удар во время рейда на Луненбург в 1782 году.

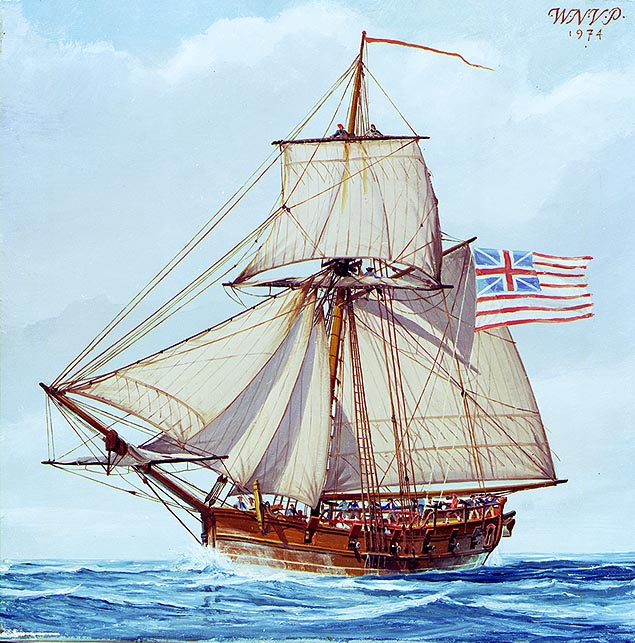
USS Providence